# ドゥシャン・バイェヴィッチ
ドゥシャン・バイェヴィッチ（Dušan Bajević, セルビア語: Душан Бајевић, 発音: [dǔʃan bǎjeʋitɕ]; ギリシア語: Ντούσαν Μπάγεβιτς, 1948年12月10日 - ）は、ボスニア・ヘルツェゴビナ（旧ユーゴスラビア）の元サッカー選手。サッカー指導者。現役時代のポジションはFW。

## 経歴

### 選手時代
バイェヴィッチは1966年にFKヴェレジュ・モスタルで選手経歴を開始した。ヴェレジュでは1977年までの11シーズン在籍しリーグ戦277試合に出場し127得点を記録した。1977年にギリシャのAEKアテネへ移籍すると、2度のリーグ優勝（1978年、1979年）と1度のカップ優勝（1979年）に貢献、彼自身も1980-81シーズンにリーグ得点王となった。アテネではサポーターの支持を集め、またクラブ史上において最も顕著な活躍を見せた選手の一人となった。晩年は古巣のヴェレジュ・モスタルへ復帰し、1983年に現役を引退した。
ユーゴスラビア代表としては1970年から1977年の間に国際Aマッチ37試合に出場し29得点を記録した。1974年のFIFAワールドカップ・西ドイツ大会1次リーグ、対ザイール戦ではハットトリックを決める活躍で同国の2次リーグ進出に貢献。地元開催となったUEFA欧州選手権1976にも出場した。

### 監督時代
引退後は指導者の道へ進み、古巣のヴェレジュ・モスタルの監督に就任。1986年のユーゴスラビアカップ決勝でディナモ・ザグレブを3-1で下し優勝に導くと、そのシーズンのリーグ戦を2位で終えた。
1988年にギリシャのAEKアテネの監督に就任すると、1996年までの長期間監督を務め、4度のリーグ優勝（1989年、1992年、1993年、1994年）と1度のカップ優勝（1996年）に導いた。この手腕が認められ1996年にギリシャ国内の強豪オリンピアコスFCの監督に就任したが、AEKアテネのサポーターに反感を買った。オリンピアコスでは1997年からリーグ三連覇（1997年、1998年、1999年）と1度のカップ優勝（1999年）に導いた。1999年にはリーグ、カップの二冠とUEFAチャンピオンズリーグ準々決勝進出に導くなど大きな成功を収めた。
PAOKテッサロニキやAEKアテネ、オリンピアコスで監督を務め成功を収めたバイェヴィッチは2006年5月25日にワルテル・ゼンガの後任としてレッドスター・ベオグラードの監督に就任した。これは当時会長を務めていたドラガン・ストイコビッチの意向によるものであったが、就任当初はUEFAチャンピオンズリーグ 2006-073回戦予選でACミランに敗れ、UEFAカップにおいても1回戦でFCスロヴァン・リベレツに敗退するなど結果を残すことは出来なかった。
その後、国内のリーグ戦では2位以下に勝ち点差14の大差を付け前期戦を首位で折り返した。しかし後期に入ると成績は下降線を下るようになり、2007年2月27日のパルチザン・ベオグラードとのダービーマッチで敗れるとサポーターから激しい非難を浴びた。そして同年3月10日のFKヴォイヴォディナ・ノヴィ・サド戦の70分に突如ピッチを去り、試合終了後に辞意を表明した。後任はアシスタントコーチのボスコ・ジュロヴスキーが務めた。
同年9月7日に、ギリシャのアリス・テッサロニキと3年契約を結んだが、2008年7月1日に監督を辞任した。

## タイトル

### 選手時代
AEKアテネFC
- アルファ・エスニキ：2回（1977-78、1978-79）
- キペロ・エラーダス：1回（1977-78）

FKヴェレジュ・モスタル
- バルカン・カップ：1回（1980-81）

個人
- ユーゴスラビア年間最優秀サッカー選手：1回（1972）
- プルヴァ・リーガ得点王：1回（1969-70）
- アルファ・エスニキ得点王：1回（1979-80）
- キペロ・エラーダス得点王：2回（1977-78、1978-79）
- タッサ・インデペンデンシア得点王（1972）

### 指導者時代
FKヴェレジュ・モスタル
- ユーゴスラビアカップ：1回（1985-86）

AEKアテネFC
- アルファ・エスニキ：4回（1988-89、1991-92、1992-93、1993-94）
- キペロ・エラーダス：1回（1995-96）
- ギリシャリーグカップ（1989-90）
- ギリシャスーパーカップ：1回（1989）

オリンピアコスFC
- アルファ・エスニキ：4回（1996-97、1997-98、1998-99、2004-05）
- キペロ・エラーダス：2回（1998-99、2004-05）

PAOKテッサロニキ
- キペロ・エラーダス：1回（2000-01）

個人
- アルファ・エスニキ年間最優秀監督：6回（1995-96、1997-98、1998-99、2000-01、2002-03、2007-08）